# Ступень (музыка)
Ступе́нь (лат. gradus, нем. Stufe, итал. grado, англ. scale degree) — многозначный музыкальный термин, описывающий звук (также созвучие, в котором этот звук является основным тоном) в контексте разновысотного звукоряда, или гаммы. Наиболее распространённое значение термина «ступень» — характеристика относительной высоты музыкального звука по его местоположению в звукоряде мажора и минора.

## Термин
Термин «ступень» относится к наиболее распространённым и на протяжении веков употреблялся в разных смыслах. 
В музыкальной акустике под «ступенью» подразумевают точку деления какого-либо интервала на более мелкие интервалы, своего рода «техническую метку» (например, в выражениях «12-ступенное деление фортепианной октавы», «17-ступенный звукоряд тара»). Ключевой, в таком понимании, ступенью является звуковысотная уникальность метки. Даже если близлежащая к данной иная метка находится на расстоянии микроинтервала и маркируется той же буквой буквенной нотации, что и её высотный вариант, обе сравниваемые звуковысотные позиции в акустических исследованиях и справочниках называются «ступенями».
Современные музыковеды находят «ступени» в любых доладовых звуковысотных структурах, так называемых звуковых системах (например, «меса — центральная ступень Полной системы», «ступень дасийного звукоряда», «в каждом из согласий обиходного звукоряда три ступени» и т. д.). Термин «ступень» относят к любым интервальным родам (например, «замена диатонической ступени хроматической», «миксодиатоническая ступень b/h»). Наконец, в ступенях исчисляют ладовые звукоряды, независимо от типа лада (модального, тонального), его исторической и региональной специфики.
В античной теории музыки (как греческой, так и латинской) термина «ступень» не было, но понятие ступени было. Уже Аристоксен использовал в похожем смысле слово «функция» (др.-греч. δύναμις). Птолемей отличает звуки по функции (κατὰ τὴν δύναμιν или δυνάμει) от звуков по положению (κατὰ τὴν θέσιν): первые определяются их местом в звукоряде, вторые — в «пространстве голоса». У Боэция ступень Полной системы (гипата, нета, меса и др.) обобщалась словом chorda (латинская морфологическая передача греч. χορδή, буквально — «струна»). Термина gradus нет в трудах Гвидо Аретинского, однако со времён позднего Средневековья gradus учёные начали использовать систематически — именно со ссылкой на гексахордовые слоги Гвидо. Например, у Якоба Льежского:

Sex sunt gradus, per quos tota ars musice canitur, scilicet ut, re, mi, fa, sol, la et econverso. Et scala eius manus sinistra, in qua ponuntur gradus.— Jac. Leod. Speculum musicae V.26
.
Отдельные учёные прошлого могли придавать термину «ступень» специфическое необычное значение. Так, Аноним XI (аббревиатура LmL — Interv. Notandum), работавший в середине XV века, называл «ступенью» комму, которую он определял как девятую часть целотонового интервала. Рене Декарт (в трактате «Музыкальный компендий», 1618; опубл. в 1650) именовал «ступенью» мелодический ход на секунду, который в количественном отношении может быть большим или малым целым тоном, большим или малым полутоном.
В мажорно-минорной тональности ступенью также называется (особенно в разговорной речи, по принципу «часть вместо целого») аккорд, основной тон которого является ступенью мажорного или минорного звукоряда. Так, словесная инструкция «после пятой ступени бери шестую низкую» может означать рекомендацию сыграть последовательность не звуков, а любых аккордов, принадлежащих этим ступеням, например, V7 — нVI.
Гармоники натурального звукоряда «ступенями» не называют.
При усвоении того или иного значения термина «ступень» следует учитывать контекст словоупотребления. Например, упоминание о «17-ступенном делении октавы» в учении Сафиаддина Урмави о макаме (XIII в.) не означает, что ладовый звукоряд любого макама обязательно содержит все 17 ступеней, точно так же как 12-ступенная «хроматическая» октава современного фортепиано не означает, что любое музыкальное сочинение, исполненное на этом фортепиано, должно быть непременно додекафонным.

## Обозначения ступеней
Под ступенью обычно понимается звук, входящий в логическую разновысотную структуру, представленную в виде звукоряда, или гаммы. В рамках мажорно-минорной тональности классико-романтического типа выделяют основные и производные ступени звукоряда. Основные ступени — это ступени мажорного / минорного звукорядов, имеющие собственные названия, названия же производных получают, изменяя названия основных. Поскольку каждая восьмая основная ступень функционально тождественна первой, то ступени, по высоте отстоящие друг от друга на октаву (или несколько октав), получают одинаковое название (обозначение). Ступени мажорного / минорного звукоряда могут обозначаться либо цифрой по порядку внутри октавы, от I до VII, либо специальными обозначениями тональных функций (T, S, D и другие). Более распространён цифровой способ маркировки ступеней.

### Слоговая система наименования
Сложилась в средние века и основана на начальных слогах стихов первой строфы католического гимна «Ut queant laxis», мелодия которого была сочинена в XI веке Гвидо Аретинским. В наше время основные ступени в этой системе обозначаются слогами Do, Re, Mi, Fa, Sol, La, Si (русский вариант: До, Ре, Ми, Фа, Соль, Ля, Си). Производные ступени обозначаются с помощью применения знаков альтерации (см. Современная музыкальная нотация) к основным ступеням, например: Фа ♯, Си ♭, До-диез, Ми-бемоль и т. д.

### Буквенная система наименования
Сложилась в средневековой Западной Европе (преимущественно в Италии и Франции) на основе букв латинского алфавита. Основные ступени обозначаются буквами латинского алфавита от A до H (у немцев и русских), от A до G (у англичан и в США). Подробней см. в статье Буквенная нотация.
Производные ступени обозначаются с помощью прибавления к обозначению основной ступени одного из окончаний: is для повышения на полутон, isis для повышения на целый тон, es для понижения на полутон и eses для понижения на тон, например Fis, Cis, Des, Es (E-es), As (A-es) и т. д.
| Латинская номенклатура | Латинская номенклатура | Латинская номенклатура | Латинская номенклатура | Латинская номенклатура | Алфавитная номенклатура | Алфавитная номенклатура | Алфавитная номенклатура | Алфавитная номенклатура |
| испанский              | итальянский            | французский            | румынский              | русский                | немецкий *              | английский              | голландский **          | японский                |
| ---------------------- | ---------------------- | ---------------------- | ---------------------- | ---------------------- | ----------------------- | ----------------------- | ----------------------- | ----------------------- |
| do                     | do                     | do (Ut)                | do                     | до (do)                | C                       | C                       | C                       | ハ (ha).                |
| do sostenido           | do diesis              | do dièse               | do diez                | до-диез                | Cis                     | C sharp                 | Cis                     | 嬰ハ (ei-ha).           |
| do bemol               | do bemolle             | do bémol               | do bemol               | до-бемоль              | Ces                     | C flat                  | Ces                     | 変ハ (hen-ha).          |
| re                     | re                     | ré                     | re                     | ре                     | D                       | D                       | D                       | ニ (ni).                |
| re sostenido           | re diesis              | ré dièse               | re diez                | ре-диез                | Dis                     | D sharp                 | Dis                     | 嬰ニ (ei-ni).           |
| re bemol               | re bemolle             | ré bémol               | re bemol               | ре-бемоль              | Des                     | D flat                  | Des                     | 変ニ (hen-ni).          |
| mi                     | mi                     | mi                     | mi                     | ми                     | E                       | E                       | E                       | ホ (ho).                |
| mi sostenido           | mi diesis              | mi dièse               | mi diez                | ми-диез                | Eis                     | E sharp                 | Eis                     | 嬰ホ (ei-ho).           |
| mi bemol               | mi bemolle             | mi bémol               | mi bemol               | ми-бемоль              | Es                      | E flat                  | Es                      | 変ホ (hen-ho).          |
| fa                     | fa                     | fa                     | fa                     | фа                     | F                       | F                       | F                       | ヘ (he).                |
| fa sostenido           | fa diesis              | fa dièse               | fa diez                | фа-диез                | Fis                     | F sharp                 | Fis                     | 嬰ヘ (ei-he).           |
| fa bemol               | fa bemolle             | fa bémol               | fa bemol               | фа-бемоль              | Fes                     | F flat                  | Fes                     | 変ヘ (hen-he).          |
| sol                    | sol                    | sol                    | sol                    | соль                   | G                       | G                       | G                       | ト (to).                |
| sol sostenido          | sol diesis             | sol dièse              | sol diez               | соль-диез              | Gis                     | G sharp                 | Gis                     | 嬰ト (ei-to).           |
| sol bemol              | sol bemolle            | sol bémol              | sol bemol              | соль-бемоль            | Ges                     | G flat                  | Ges                     | 変ト (hen-to).          |
| la                     | la                     | la                     | la                     | ля                     | A                       | A                       | A                       | イ (i).                 |
| la sostenido           | la diesis              | la dièse               | la diez                | ля-диез                | Ais                     | A sharp                 | Ais                     | 嬰イ (ei-i).            |
| la bemol               | la bemolle             | la bémol               | la bemol               | ля-бемоль              | As                      | A flat                  | As                      | 変イ (hen-i).           |
| si                     | si                     | si                     | si                     | си                     | H                       | B                       | B                       | ロ (ro).                |
| si sostenido           | si diesis              | si dièse               | si diez                | си-диез                | His                     | B sharp                 | Bis                     | 嬰ロ (ei-ro).           |
| si bemol               | si bemolle             | si bémol               | si bemol               | си-бемоль              | B                       | B flat                  | Bes                     | 変ロ (hen-ro).          |

1. Немецкая система также используется в Центральной Европе (Польша, Чехия и др.), а также в бывшем СССР в литературе по музыкальной теории.
2. В нидерландоязычной части Бельгии (Фландрия) применяется французская система, диез обозначается kruis, бемоль — mol.
3. Традиционные для Европы названия нот (до, ре, ми, фа, соль, ля, си) с некоторыми изменениями используются и в англоязычном мире, но для обозначения относительной ступени (ступени лада, см. ниже), а не абсолютной высоты звука.
4. В России используются наименования: 1-я, 2-я, 3-я ступень и т. д.

В англосаксонской нотации названия ступеней лада совпадают, с некоторыми отличиями, с принятыми в России и ряде других стран ступенями звукоряда: мажорные — Do, Re, Mi, Fa, Sol, La, Ti; минорные — Do, Re, Me, Fa, Sol, Le, Te).

Ступени в мажорно-минорных ладах
- в порядке следования:
  - I — тоника;
  - II — верхний (нисходящий) вводный тон;
  - III — медианта или верхняя медианта;
  - IV — субдоминанта;
  - V — доминанта;
  - VI — субмедианта или нижняя медианта;
  - VII — нижний (восходящий) вводный тон.
- в порядке симметрии тяготения:
  - V — доминанта;
  - VI — нижняя медианта (субмедианта);
  - VII — нижний (восходящий) вводный тон;
  - I — тоника;
  - II — верхний (нисходящий) вводный тон;
  - III — верхняя медианта;
  - IV — субдоминанта.

Иногда условно используется понятие VIII ступени (тоники следующей октавы), называемой верхней тоникой.
Тот или иной звук в зависимости от своего положения в тональности может быть любой из ступеней. Так, нота C (до) в тональности C-dur (до мажор) является первой ступенью, а, например, в тональности В-dur (си-бемоль мажор) — второй и т. п.
I, III и V ступени (тоника, медианта и доминанта соответственно) называются устойчивыми ступенями лада; II, IV, VI и VII — побочными.

## Взаимоотношения ступеней в ладу
Взаимоотношения ступеней в мажорно-минорных ладах в отечественной элементарной теории музыки и в отечественных учебниках гармонии описываются парой метафорических терминов «тяготение» и «разрешение». Согласно этим описаниям, тоника является наиболее устойчивой ступенью и не тяготеет никуда. Доминанта имеет наиболее яркое тяготение к тонике в своём гармоническом (аккордовом) проявлении. Недаром, появление «чужого» доминантового трезвучия и, особенно, доминантсептаккорда влечёт, как правило, переход в другую тональность или хотя бы кратковременного появления «чужой» тоники. Вводные тоны (II и VII ступени) ярко тяготеют к тонике в виде ступеней, в гармоническом виде эта тяга проявляется слабее. И, наконец, самое незначительное тяготение имеют обе медианты (III и VI ступени) как в виде просто ступеней, так и в виде гармонических функций (трезвучий).